# Ukraina (Łódź)
Pour les articles homonymes, voir Ukraina.
Ukraina est une localité polonaise de la gmina et du powiat de Zgierz en voïvodie de Łódź.